# کایل اوکویین
کایل اوکویین (انگلیسی: Kyle O'Quinn، زاده ۲۶ مارس ۱۹۹۰) بازیکن بسکتبال اهل ایالات متحده آمریکا است.
وی سابقه بازی در تیم‌های اورلندو مجیک و نیویورک نیکس را در کارنامه دارد.